# دونالد س. نوغينت
دونالد س. نوغينت (بالإنجليزية: Donald C. Nugent)‏ هو محامي وقاضي أمريكي، ولد في 1948 في منيابولس في الولايات المتحدة.